# Calmiere

Manifesto governativo statunitense sul controllo dei prezzi durante la seconda guerra mondiale.

Col termine calmiere (dal greco kalamométrion) si intendono quelle politiche di regolamentazione e restrizione sui prezzi per i beni e i servizi venduti sul mercato. Questo tipo di misure viene talvolta presa dai governi per mantenere la convenienza dei beni durante una penuria degli stessi, per contrastare un aumento eccessivo dei prezzi causato da un'inflazione più alta, in caso di monopolio di un determinato bene o servizio, oppure al contrario per assicurare un livello di guadagno minimo per i produttori di certi beni, oppure ancora per raggiungere un certo salario di sussistenza.
L'introduzione di un calmiere può essere motivata da ragioni politiche, ovvero dal tentativo di tutelare i lavoratori salariati e i pensionati dagli effetti deleteri dell'inflazione. Tuttavia questo tipo di misura economica ha gravi limiti: c'è un alto rischio di speculazioni, per cui i prodotti calmierati vengono nascosti e rivenduti soltanto al mercato nero con prezzi molto più alti (sostanzialmente quelli dettati dalla legge della domanda e dell'offerta), oppure c'è il rischio che i prodotti calmierati si esauriscano. Per questi motivi la maggior parte degli economisti ritiene che l'uso del calmiere sia da evitare. Nonostante questi problemi i calmieri sono spesso usati in occasione di crisi economiche, guerre e carestie.

## Tipi di politiche di controllo dei prezzi
- Prezzo massimo (o tasso di aumento annuale massimo, in inglese price ceiling): Viene fissato un tetto massimo oppure un limite massimo di aumento del prezzo di un bene o servizio, solitamente per proteggere i consumatori da un'eventuale alta inflazione, regime di monopolio per un certo bene oppure durante la penuria dello stesso[2][3]. Un esempio è la limitazione dei tassi d'interesse per evitare l'usura.
- Prezzo minimo (o tasso di aumento annuale minimo, in inglese price floor): Viene fissato un prezzo minimo oppure un limite minimo di aumento del prezzo di un bene o servizio, solitamente per aiutare i produttori dei beni stessi[4] oppure per disincentivarne l'acquisto da parte delle masse, come i prezzi minimi sulle bevande alcoliche in molti paesi del Commonwealth britannico, oppure il prezzo minimo dei voli aerei negli Stati Uniti fino alla deregolamentazione del 1978. Un altro esempio è il salario minimo (il salario è il prezzo del lavoro).
- Prezzo fisso (o tasso di aumento annuale fissato): Viene fissato un prezzo al quale un bene o servizio deve essere venduto. Un esempio è il prezzo fissato per i libri in molti paesi europei e in svariati paesi del mondo (in Italia dal 2005), volte a favorire la diffusione di categorie di libri non di massa o poco conosciuti[5].
- Agevolazioni fiscali: Vengono forniti sussidi o detrazioni fiscali per l'acquisto di certi beni o servizi.
- Monitoraggio dei prezzi: I prezzi vengono monitorati costantemente per evitare cartelli o prezzi abusivi e illegali. Particolarmente famoso è l'apposito istituto federale svizzero "Surveillance des prix"[6].

## Storia
Con la lex frumentaria di Gaio Gracco, si impose un prezzo calmierato al grano per proteggere i plebei dalle fluttuazioni di prezzo di quel prodotto.
Diocleziano provò nel 301, con l'Editto sui prezzi massimi, ad imporre un tetto massimo per tutti i beni, nel tentativo di contrastare l'inflazione causata dalla crisi del III secolo, ma ottenne scarso successo.
Esempio storico particolarmente noto è quello contenuto ne I promessi sposi: nel corso della vicenda il protagonista Renzo Tramaglino si trova coinvolto in un assalto al forno delle grucce, che venne causato proprio dalla carenza di pane in seguito al calmieraggio del prezzo della farina.
Nel 1793 nella Francia rivoluzionaria la Convenzione Nazionale approvò la legge del maximum, un provvedimento che istituiva un calmiere sui prezzi dei beni di prima necessità (soprattutto grano e farina) per contrastare l'andamento inflattivo favorito dalla svalutazione dell'assegnato.
Il calmiere è stato usato anche in tempi più recenti: in particolare venne applicato durante le due guerre mondiali dall'amministrazione statunitense. Anche la Germania nazista impose il controllo dei prezzi durante la seconda guerra mondiale.
In Italia esisteva il C.I.P. (Comitato Interministeriale dei Prezzi), soppresso nel 1993 e confluito nel CIPE. Era coadiuvato dai relativi Comitati Provinciali.
Durante la pandemia di COVID-19 del 2019-2021 diversi stati hanno imposto un calmiere sul prezzo di vendita di mascherine e di gel e prodotti disinfettanti, per evitare l'eccessivo aumento dei prezzi a seguito del forte aumento della domanda di tali articoli.

## Critiche
La principale critica rivolta alla pratica del calmiere si basa sul fatto che il tenere i prezzi artificialmente bassi spinge la domanda a raggiungere livelli che potrebbero non essere soddisfatti dall'offerta, causando così una carenza del bene calmierato. Ad esempio, Lattanzio scrisse che Diocleziano "con varie tasse rese ogni bene eccessivamente costoso, e provò con una legge a limitare i prezzi. Per ciò molto sangue [di mercanti] fu versato per pochi spiccioli, la gente era preoccupata di mettere in vendita qualunque cosa, e la scarsità di beni divenne più grande e grave di sempre. Fino a quando, alla fine, la legge [sul calmiere], dopo essersi rivelata distruttiva per gran parte del popolo, venne necessariamente abolita." Con l'editto di Diocleziano, la scarsa disponibilità dei beni portò alla diffusione del mercato nero, in cui la merce veniva venduta a prezzi più alti. Inoltre, dopo l'abolizione del calmiere, i prezzi potrebbero salire immediatamente, con conseguenti danni per il sistema economico.
Il premio Nobel per l'economia Milton Friedman ha dichiarato: "Noi economisti non conosciamo molte cose, ma sappiamo come creare una carenza nei mercati. Se vuoi creare una carenza di pomodori, per esempio, basta approvare una legge che vieta ai rivenditori di vendere pomodori per più di due centesimi a libbra. Immediatamente, si ottiene una carenza di pomodori. Vale lo stesso per la benzina o per il gas."
Il Segretario al tesoro degli Stati Uniti d'America di Richard Nixon, George Shultz, promotore della politica economica di Nixon, abolì delle misure di controllo dei prezzi che erano entrate in vigore nel 1971. Questa misura provocò un rapido aumento dei prezzi. Si ritornò al controllo dei prezzi cinque mesi più tardi.